# タイ関係記事の一覧
タイ関係記事の一覧（タイかんけいきじのいちらん）は、タイ王国に関係する記事の一覧。

## 英数字
- 2022年のタイ王国
- CSロックス・インフォ
- G-Junior
- GOLF&MIKE
- ITV
- JWマリオット・ホテル・バンコク
- Kamikaze (レーベル)
- Neko Jump
- Sim City/SIREN/SWITCHED ON LOTUS
- Tata Young

## あ行
- アジア太平洋経済協力
- アジア通貨危機
- アジアハイウェイ
- アドバンスト・インフォ・サービス
- アヌサーワリーチャイサモーラプーム ⇒ 戦勝記念塔 (バンコク)
- アマリ・ウォーターゲート・ホテル
- アムプー
- アユタヤー王朝
- アユタヤ王朝年代記
- アユタヤ日本人町
- アンダマンの涙
- イーサーン
- イーサーン語
- イーサーン料理
- 一村一製品運動
- インターコンチネンタル・バンコク
- ウェスティン・グランデ・スクンビット・ホテル
- エメラルド仏
- 江本孟紀
- 王宮 (バンコク)

## か行
- 華僑
- カムペーンペット歴史公園
- カンボジア・シナワトラ
- 北タイ語
- キックボクシング
- キンアムプー
- クイティアオ
- グランド スクンビット バイ ソフィテル
- グランド・ハイアット・エラワン・バンコク
- クレット島
- クン・チャーン=クン・ペーン（ขุนช้างขุนแผน）
- ケーオナワラット
- コンラッド・バンコク

## さ行
- ザ・オリエンタル・バンコク
- サガット
- ザ・スコータイ・バンコク
- サッカータイ王国代表
- ザ・ペニンシュラ・バンコク
- サワッディー
- 七人のマッハ!!!!!!!
- シーチャン島（-とう）
- シェラトン・グランデ・スクンビット
- シャングリ・ラ ホテル バンコク
- シリキット
- ジム・トンプソン (実業家)
- 小暦
- シリントーン国際工学部
- シン・コーポレーション・グループ
- シン・サテライト
- 心霊写真 (映画)
- スイスホテル・ナイラートパーク・バンコク
- スカーピバーン
- スコータイ王朝
- スリヨータイ
- スワンナプーム国際空港
- 戦勝記念塔 (バンコク)
- 宋胡禄
- ソフィテル・センタラ・グランド・バンコク
- ソムタム
- ソンクラーン
- ソンテウ

## た行
た
- タイ愛国党
- タイ王国
- タイ王国海軍
- タイ王国海軍艦艇一覧
- タイ王国軍
- タイ王国国家警察庁
- タイ王国国家芸術家
- タイ王国の便所
- タイ王国プレミアリーグ
- タイ王国プロサッカーリーグ
- タイ王国陸軍
- タイ軍事クーデター (2006年)
- タイ軍事クーデター (2014年)
- タイ君主一覧
- タイ語
- タイ国イスラーム銀行
- タイ国際航空
- タイ国有鉄道
- タイ語の点字
- タイ証券取引所
- タイ人
- タイ族
- タイ大洪水
- タイ南部
- タイにおけるコーヒー生産
- タイの違法産業
- タイの王室仏教寺院一覧
- タイの華僑
- タイのカトリック
- タイの国立公園 ← タイの国立公園一覧
- タイの国歌
- タイの国旗
- タイの大学の一覧
- タイの出稼ぎ産業
- タイの人物一覧
- タイの新聞一覧
- タイの総理大臣一覧
- タイの売春
- タイの仏教
- タイの文化
- タイの野鳥一覧
- タイの歴史
- タイの歴史公園
- タイフェスティバル
- タイ仏暦
- 泰緬戦争
- 泰緬鉄道
- タイ文字
- タイランド湾
- タイ料理
- タクシン・シナワット
- タタ・ヤン
- タムボン
- タムルアン洞窟の遭難事故
- タンマサート大学

ち
- チエンマイ
- チエンマイ王朝
- チエンマイ大学
- 地球で最後のふたり
- チチャー・アマータヤクン
- チャオプラヤー川
- チャクリー王朝
- チャクリ・ナルエベト (空母)
- チュラーロンコーン大学

つ
- ツイン・タワーズ・ホテル・バンコク

て
- テーサバーン
- デュシタニ・バンコク

と
- 東南アジア
- 東南アジア諸国連合
- 東南アジアの仏教
- トニー・ジャー
- トム・ヤム・クン
- トム・ヤム・クン!
- トリインフルエンザ
- トンブリ級海防戦艦
- トンブリー
- トンブリー王朝
- トンチャイ・メーキンタイ

## な行
- ネーション・マルチメディア・グループ

## は行
- パークナム事件
- 買春ツアー
- バスケットボールタイ王国代表
- バーツ
- 発音記号 (タイ語)
- バーツ経済圏
- バイオタイ財団
- パッタイ
- パトムワンプリンセス・バンコク
- バミー
- パーミー
- バレーボールタイ王国女子代表
- バレーボールタイ王国男子代表
- バンクワン刑務所
- バンコク
- バンコク航空
- バンコク語
- バンコク週報
- バンコク・スカイトレイン
- バンコク・マリオット・リゾート&スパ
- バンコク・メトロ
- バンダーサック
- バンヤンツリー・バンコク
- ビア・シン
- ビア・チャーン
- ピー信仰
- ブアチョンプー・フォード
- フォーシーズンズ・ホテル・バンコク
- フォーモッド
- プーケット
- 仏教
- プッタモントン (公園)
- 仏滅紀元
- ブライオニー
- プラカノーンのメー・ナーク
- プラクルアン
- プレー王国
- プレーク・ピブーンソンクラーム
- ホープ・オブ・ゴッド
- ポクポン

## ま行
- マークルック
- マッハ!!!!!!!!
- マレー半島
- マンダリン・ホテル
- 南タイ語
- ミレニアム・ヒルトン・バンコク
- ムエタイ
- ムーバーン
- ムーン川
- メコン川
- メトロポリタン・バンコク
- モーラム

## や行
- ヤーウィー語
- 山田長政

## ら行
- ラオ・テレコム
- ラジオ・タイランド
- ラッタナコーシン暦
- ラディソン・ホテル・バンコク
- ラーンサーン王朝
- ラーンナー王朝
- ルブア・アット・ステート・タワー
- レイン (映画)
- レッドブル
- ロイヤル・オーキッド・シェラトン・ホテル&タワーズ

## わ行
- ワイ (タイ)
- ワイクルー
- ワット・シーラッタナーサーサダーラーム
- ワット・プラシン
- わすれな歌
- ワンワイタヤーコーン・ワラワン

## その他のタイ関連記事の一覧
- タイ君主一覧
- タイにおける政変一覧
- タイの王朝
- タイの県
- タイの人物一覧
- タイの政党
- タイの総理大臣一覧
- タイの鉄道駅一覧